# Kostel svaté Rozálie (Paříž)
Kostel svaté Rozálie (fr. Église Sainte-Rosalie) je katolický farní kostel ve 13. obvodu v Paříži na křižovatce ulic Boulevard Auguste-Blanqui a Rue Corvisart. Kostel je dnes zasvěcen blahoslavené Rosalii Rendu (1786–1856).

## Historie
Jako první byla lazaristy zřízená kaple v roce 1859 zasvěcená svaté Rozálii, která byla postavená v ulici Rue de Gentilly. V roce 1867 byla budova vyvlastněna kvůli postavení nové ulice, dnešní Avenue de la Sœur-Rosalie. Nová kaple byla postavena v letech 1867–1869 na Boulevardu Auguste-Blanqui jako odškodnění za vyvlastnění, ale ta nebyla dokončena podle plánu, některé sloupy nebyly vytvořeny stejně jako ostatní a věž zůstala pouze ve formě návrhu.
V roce 1900 byly v kapli instalovány varhany, jejichž autorem je Aristide Cavaillé-Coll.
Dne 29. září 1963 byla kaple povýšena na farní kostel a Georges Allain byl jmenován prvním zdejším farářem. V roce 1971 lazaristé odešli a farnost byla připojena k Pařížské arcidiecézi.
V roce 1985 byl kostel kompletně restaurován.